# Sainte-Marie-la-Mer
Pour les articles homonymes, voir Sainte-Marie.
Ne doit pas être confondu avec Saintes-Maries-de-la-Mer.
Sainte-Marie-la-Mer , en Pays Catalan, est une commune française située dans le nord-est du département des Pyrénées-Orientales en région Occitanie. Sur le plan historique et culturel, la commune est dans le Roussillon, une ancienne province du royaume de France, qui a existé de 1659 jusqu'en 1790 et qui recouvrait les trois vigueries du Roussillon, du Conflent et de Cerdagne.
Exposée à un climat méditerranéen, elle est drainée par la Têt et par divers autres petits cours d'eau. La commune possède un patrimoine naturel remarquable :  un espace protégé (« le Bourdigou ») et deux zones naturelles d'intérêt écologique, faunistique et floristique.
Sainte-Marie-la-Mer est une commune rurale et littorale qui compte 4 749 habitants en 2022, après avoir connu une forte hausse de la population depuis 1962. Elle fait partie de l'aire d'attraction de Perpignan. Ses habitants sont appelés les Saint-Marinois ou  Saint-Marinoises.

## Géographie

### Localisation
La commune de Sainte-Marie-la-Mer se trouve dans le département des Pyrénées-Orientales, en région Occitanie.
Elle se situe à 11 km à vol d'oiseau de Perpignan, préfecture du département
La commune fait en outre partie du bassin de vie de Canet-en-Roussillon.
Les communes les plus proches sont : 
Canet-en-Roussillon (2,5 km), Villelongue-de-la-Salanque (2,7 km), Torreilles (3,6 km), Saint-Laurent-de-la-Salanque (5,6 km), Claira (6,2 km), Bompas (6,8 km), Saint-Nazaire (6,9 km), Le Barcarès (7,0 km).
Sur le plan historique et culturel, Sainte-Marie-la-Mer fait partie de l'ancienne province du royaume de France, le Roussillon, qui a existé de 1659 jusqu'à la création du département des Pyrénées-Orientales en 1790 et qui recouvrait les trois vigueries du Roussillon, du Conflent et de Cerdagne.
|                            | Torreilles          |                  |
| Villelongue-de-la-Salanque | Sainte-Marie        | Mer Méditerranée |
|                            | Canet-en-Roussillon |                  |

### Climat
Pour des articles plus généraux, voir Climat de l'Occitanie et Climat des Pyrénées-Orientales.
En 2010, le climat de la commune est de type climat méditerranéen franc, selon une étude du CNRS s'appuyant sur une série de données couvrant la période 1971-2000. En 2020, Météo-France publie une typologie des climats de la France métropolitaine dans laquelle la commune est exposée à un climat méditerranéen et est dans la région climatique Provence, Languedoc-Roussillon, caractérisée par une pluviométrie faible en été, un très bon ensoleillement (2 600 h/an), un été chaud (21,5 °C), un air très sec en été, sec en toutes saisons, des vents forts (fréquence de 40 à 50 % de vents > 5 m/s) et peu de brouillards.
Pour la période 1971-2000, la température annuelle moyenne est de 15,1 °C, avec une amplitude thermique annuelle de 15,3 °C. Le cumul annuel moyen de précipitations est de 575 mm, avec 5,3 jours de précipitations en janvier et 2,3 jours en juillet. Pour la période 1991-2020, la température moyenne annuelle observée sur la station météorologique la plus proche, située sur la commune de Canet-en-Roussillon à 2 km à vol d'oiseau, est de 15,9 °C et le cumul annuel moyen de précipitations est de 658,3 mm,. Pour l'avenir, les paramètres climatiques de la commune estimés pour 2050 selon différents scénarios d’émission de gaz à effet de serre sont consultables sur un site dédié publié par Météo-France en novembre 2022.

### Milieux naturels et biodiversité

#### Espaces protégés
La protection réglementaire est le mode d’intervention le plus fort pour préserver des espaces naturels remarquables et leur biodiversité associée,.
Un  espace protégé est présent sur la commune : 
« le Bourdigou », un terrain acquis par le Conservatoire du Littoral, d'une superficie de 73,9 ha,.

#### Zones naturelles d'intérêt écologique, faunistique et floristique
L’inventaire des zones naturelles d'intérêt écologique, faunistique et floristique (ZNIEFF) a pour objectif de réaliser une couverture des zones les plus intéressantes sur le plan écologique, essentiellement dans la perspective d’améliorer la connaissance du patrimoine naturel national et de fournir aux différents décideurs un outil d’aide à la prise en compte de l’environnement dans l’aménagement du territoire.
Une ZNIEFF de type 1 est recensée sur la commune :
l'« embouchures de l'Agly, du Bourdigou et de l'Auque » (488 ha), couvrant 4 communes du département et une ZNIEFF de type 2, : 
le « lido et marais de Toreilles » (703 ha), couvrant 4 communes du département.

Carte des ZNIEFF de type 1 et 2 à Sainte-Marie-la-Mer.
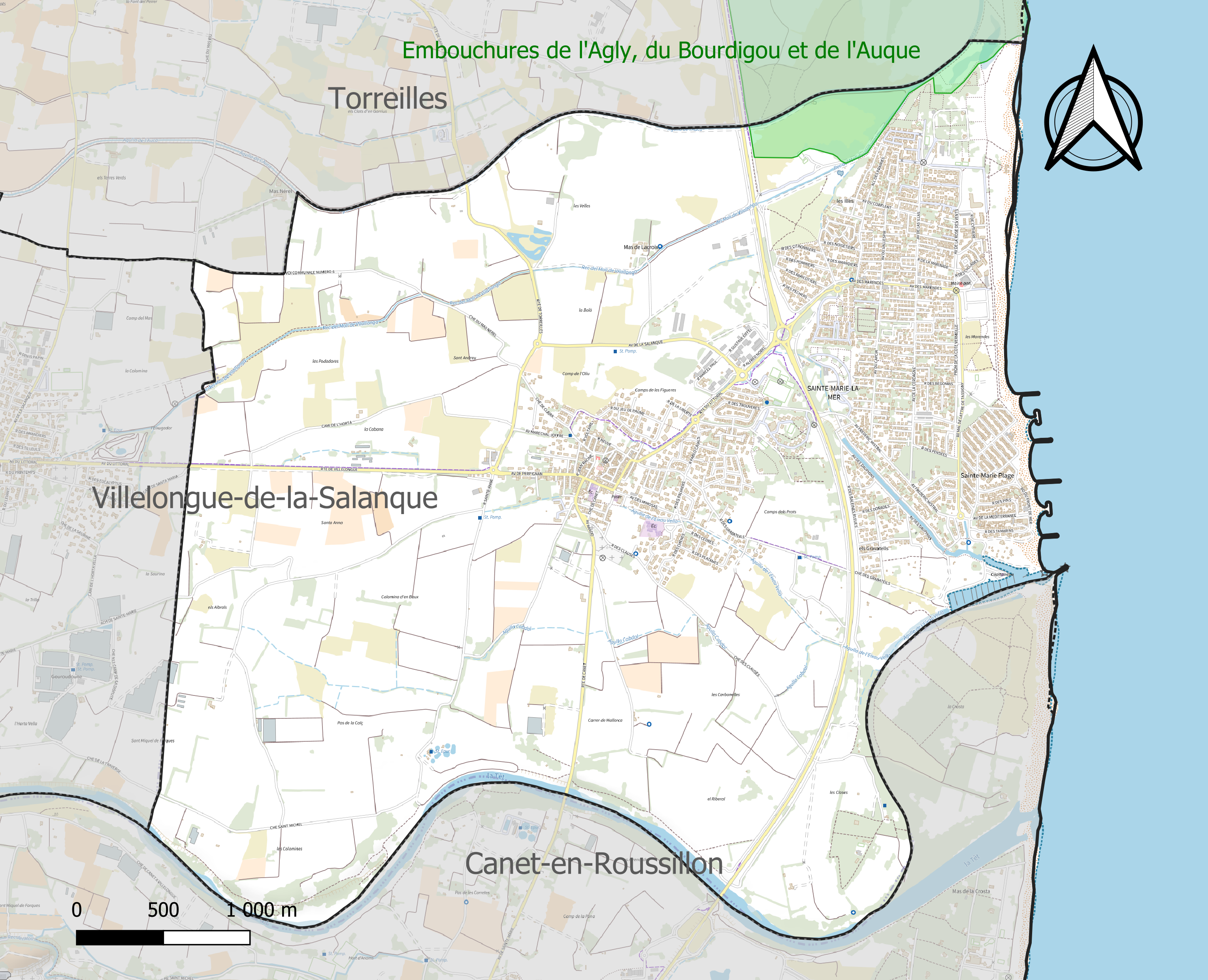
Carte de la ZNIEFF de type 1 sur la commune.
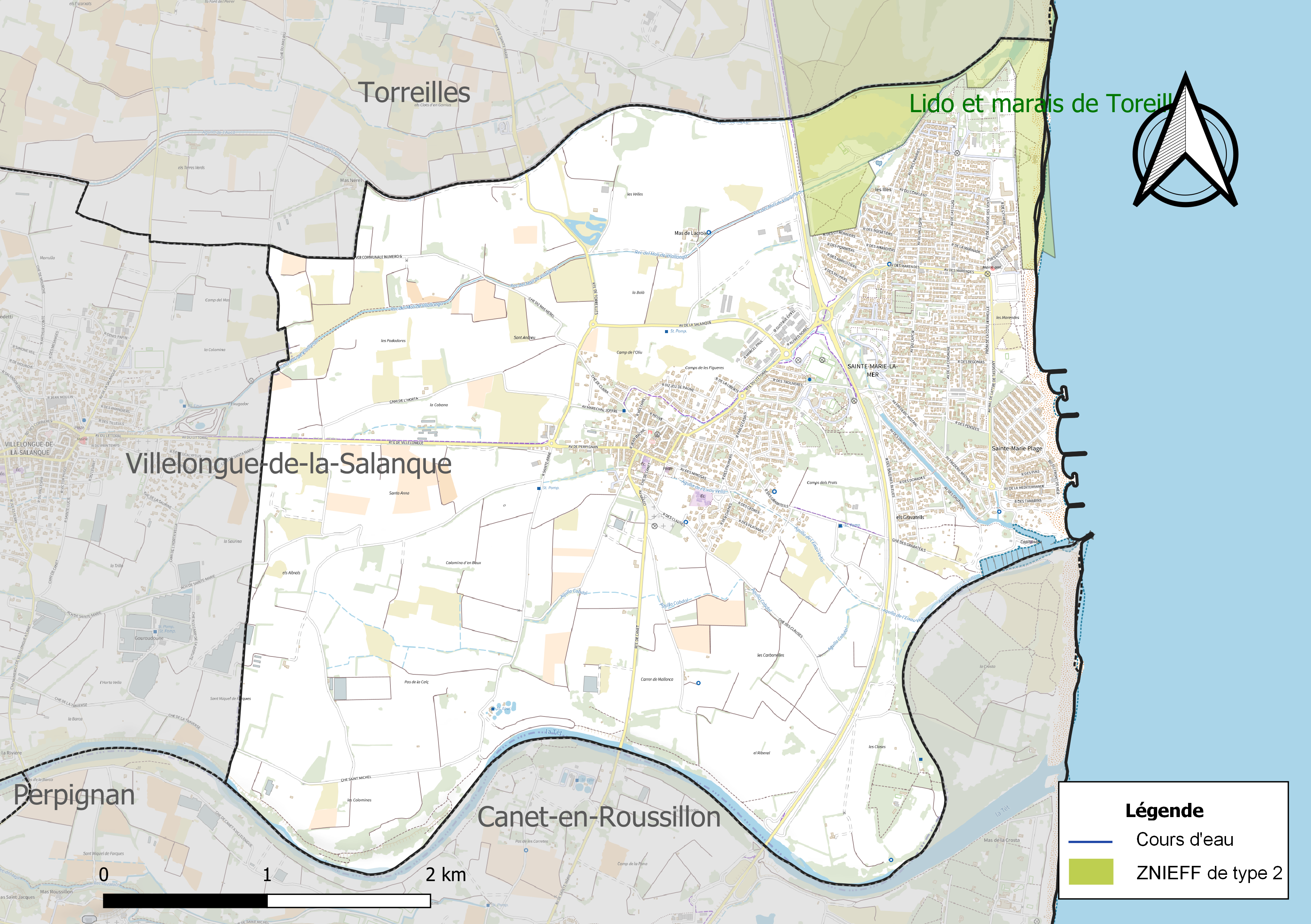
Carte de la ZNIEFF de type 2 sur la commune.

## Urbanisme

### Typologie
Au 1er janvier 2024, Sainte-Marie-la-Mer est catégorisée bourg rural, selon la nouvelle grille communale de densité à sept niveaux définie par l'Insee en 2022.
Elle appartient à l'unité urbaine de Sainte-Marie, une unité urbaine monocommunale constituant une ville isolée,. Par ailleurs la commune fait partie de l'aire d'attraction de Perpignan, dont elle est une commune de la couronne,. Cette aire, qui regroupe 118 communes, est catégorisée dans les aires de 200 000 à moins de 700 000 habitants,.
La commune, bordée par la mer Méditerranée, est également une commune littorale au sens de la loi du 3 janvier 1986, dite loi littoral. Des dispositions spécifiques d’urbanisme s’y appliquent dès lors afin de préserver les espaces naturels, les sites, les paysages et l’équilibre écologique du littoral, tel le principe d'inconstructibilité, en dehors des espaces urbanisés, sur la bande littorale des 100 mètres, ou plus si le plan local d’urbanisme le prévoit.

### Occupation des sols

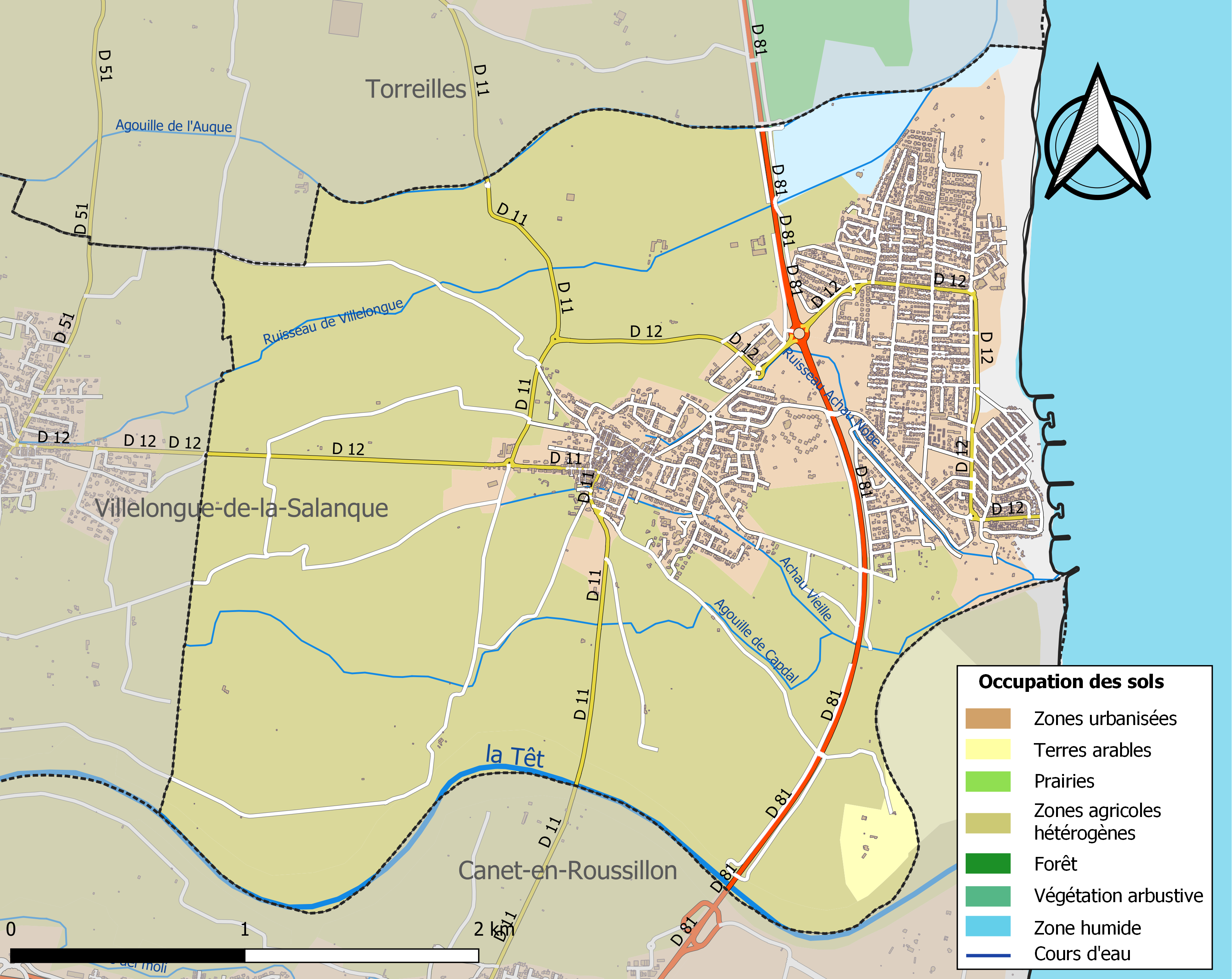
Carte des infrastructures et de l'occupation des sols de la commune en 2018 (CLC).

L'occupation des sols de la commune, telle qu'elle ressort de la base de données européenne d’occupation biophysique des sols Corine Land Cover (CLC), est marquée par l'importance des territoires agricoles (71,5 % en 2018), en diminution par rapport à 1990 (72,7 %). La répartition détaillée en 2018 est la suivante : 
zones agricoles hétérogènes (70,5 %), zones urbanisées (20,3 %), espaces ouverts, sans ou avec peu de végétation (2,8 %), espaces verts artificialisés, non agricoles (2,4 %), zones humides côtières (2,1 %), cultures permanentes (1 %), eaux maritimes (0,9 %). L'évolution de l’occupation des sols de la commune et de ses infrastructures peut être observée sur les différentes représentations cartographiques du territoire : la carte de Cassini (XVIIIe siècle), la carte d'état-major (1820-1866) et les cartes ou photos aériennes de l'IGN pour la période actuelle (1950 à aujourd'hui).

### Voies de communication et transports

#### Voies cyclables
La ville est traversée par la Vélittorale qui conduit du Barcarès à Canet-Plage.

#### Transports
La ligne 5 du réseau urbain Sankéo relie la commune à la gare de Perpignan.

### Risques majeurs
Le territoire de la commune de Sainte-Marie-la-Mer est vulnérable à différents aléas naturels : inondations, climatiques (grand froid ou canicule), mouvements de terrains et séisme (sismicité modérée). Il est également exposé à un risque technologique, la rupture d'un barrage,.

#### Risques naturels
Certaines parties du territoire communal sont susceptibles d’être affectées par le risque d’inondation par crue torrentielle de cours d'eau du bassin de la Têt. La commune fait partie du territoire à risques importants d'inondation (TRI) de Perpignan-Saint-Cyprien, regroupant 43 communes du bassin de vie de l'agglomération perpignanaise, un des 31 TRI qui ont été arrêtés le 12 décembre 2012 sur le bassin Rhône-Méditerranée. Des cartes des surfaces inondables ont été établies pour trois scénarios : fréquent (crue de temps de retour de 10 ans à 30 ans), moyen (temps de retour de 100 ans à 300 ans) et extrême (temps de retour de l'ordre de 1 000 ans, qui met en défaut tout système de protection). Du fait de son exposition marine, la commune est soumise également à un risque d'érosion très fort et de submersion marine, due à l'action conjuguée de la montée des eaux par surélévation du plan d’eau lors des tempêtes attaquant la côte et de l’action dynamique de la houle.
Les mouvements de terrains susceptibles de se produire sur la commune sont soit liés au retrait-gonflement des argiles, soit de l'érosion littorale. Une cartographie nationale de l'aléa retrait-gonflement des argiles permet de connaître les sols argileux ou marneux susceptibles vis-à-vis de ce phénomène.
Ces risques naturels sont pris en compte dans l'aménagement du territoire de la commune par le biais d'un plan de prévention des risques inondations.

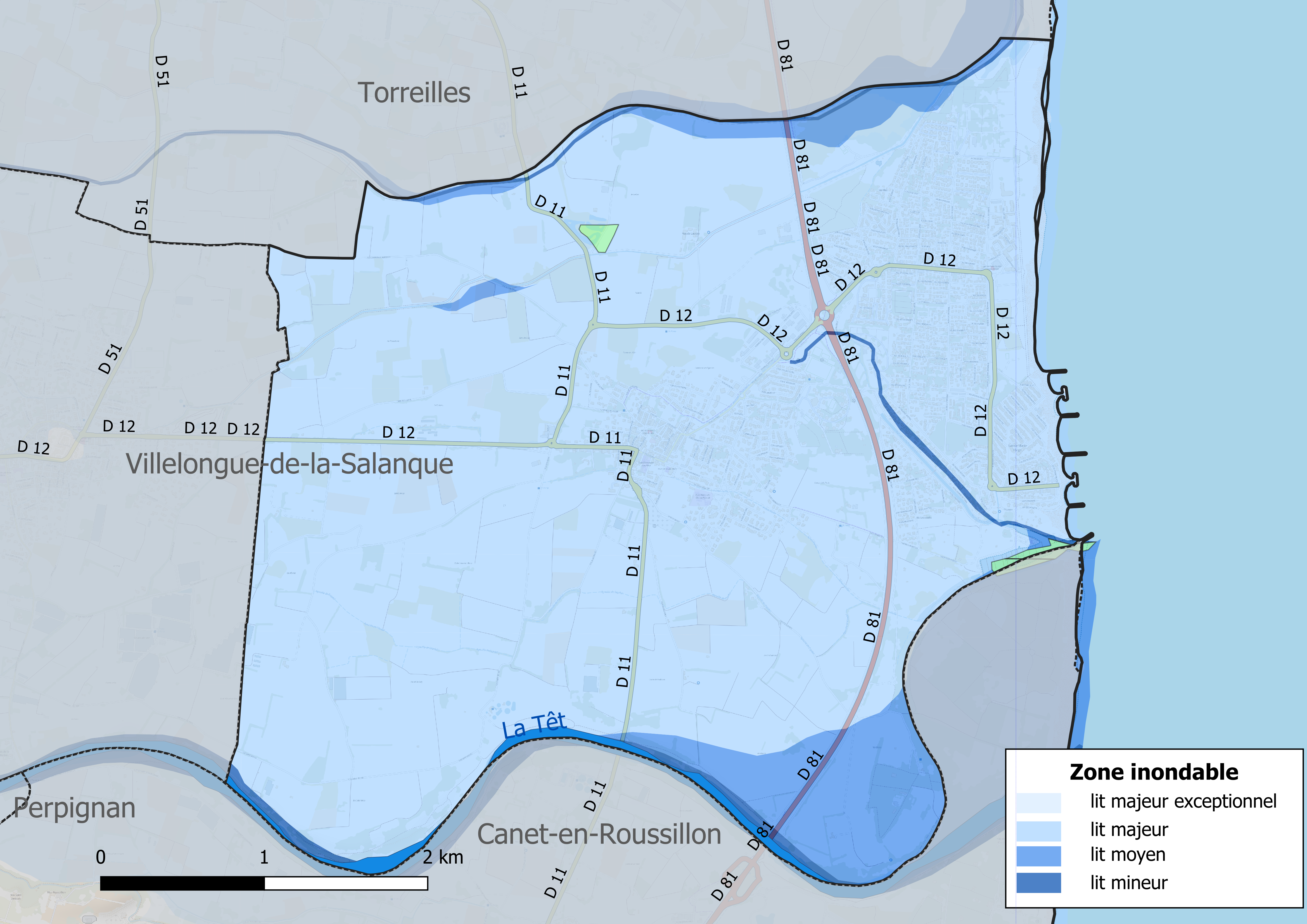
Carte des zones inondables.
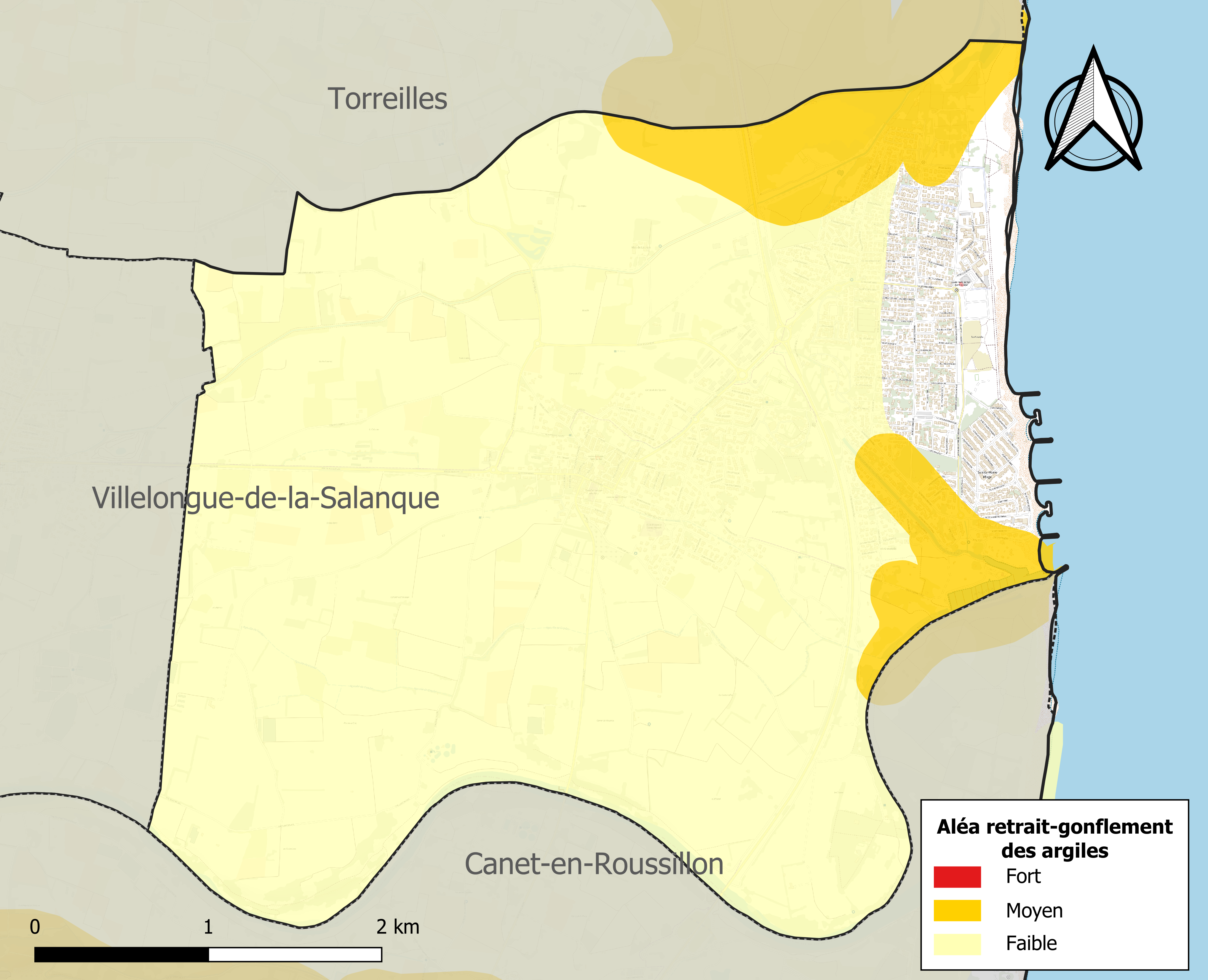
Carte des zones d'aléa retrait-gonflement des argiles.

#### Risques technologiques
Dans le département des Pyrénées-Orientales, on dénombre sept grands barrages susceptibles d’occasionner des dégâts en cas de rupture. La commune fait partie des 66 communes susceptibles d’être touchées par l’onde de submersion consécutive à la rupture d’un de ces barrages, le barrage de Caramany sur l'Agly ou les barrages des Bouillouses et de Vinça sur la Têt.

#### Risques naturels et technologiques
La commune est concernée par le périmètre d’un plan de prévention des risques naturels ( PRR N ) concernant les risques d'inondation approuvé le 19/05/2004.
La commune est classée en zone de sismicité 3, correspondant à une sismicité modérée.

## Toponymie
Au cours de la Révolution française, la commune porte les noms de Redoute-de-l'Agly et de Redoute-Maritime.
La commune, nommée simplement Sainte-Marie, prend officiellement le nom de Sainte-Marie-la-Mer à la suite d'un décret du ministère de l'Intérieur du 7 février 2017.
En roussillonnais, langue régionale qui est un dialecte du catalan, son nom est Santa Maria del Mar.

## Histoire

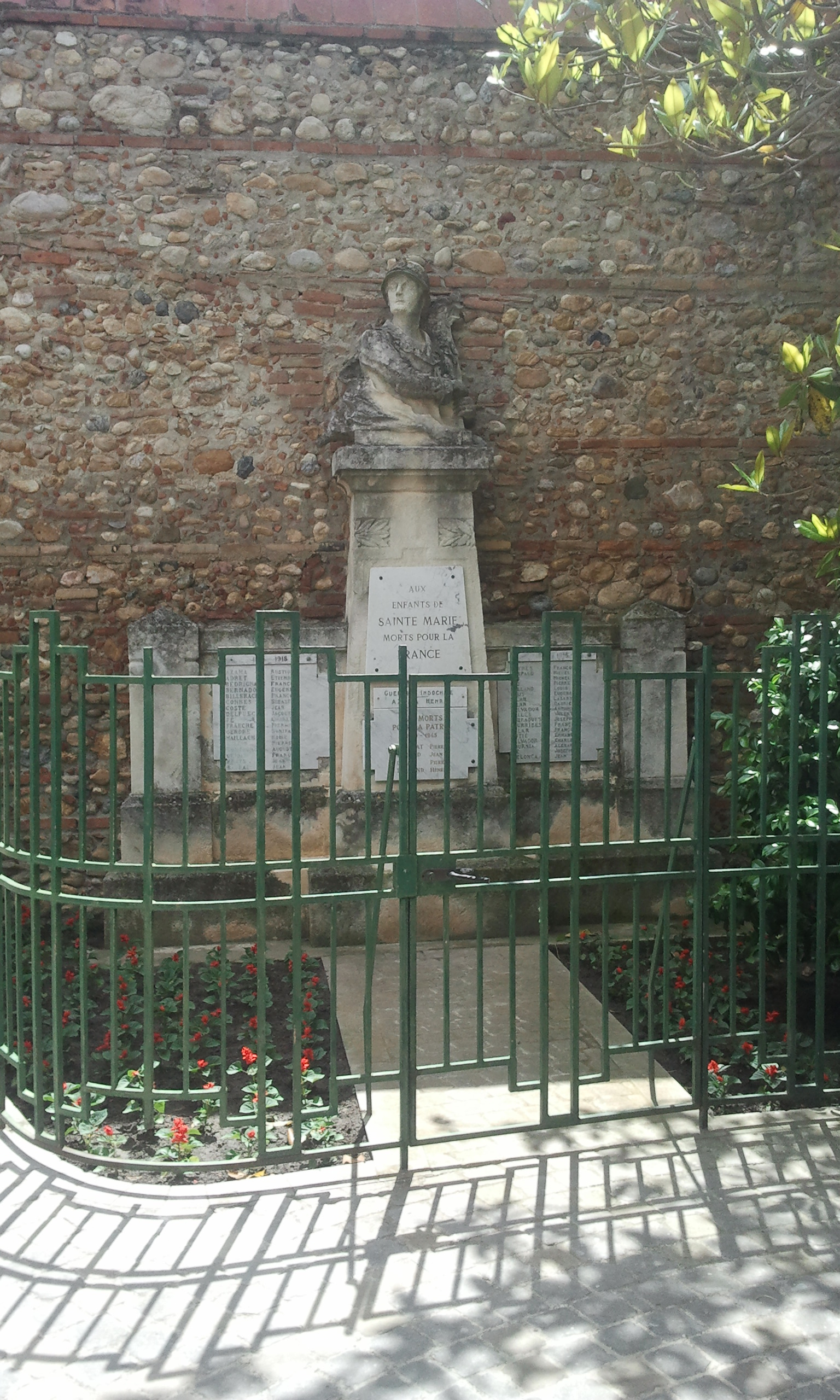
Le monument aux morts.

Jusqu'au XIIe siècle, deux villages coexistent dans les environs : Sainte-Marie-de-Pabirans, siège au XIe siècle d'une famille de Sainte-Marie, et Saint-André-de-Bigaranes. Le territoire passe ensuite entre les mains des seigneurs de Canet. En février 1198, le roi Alphonse II d'Aragon donne l'autorisation à Raymond de Canet de fortifier l'une des deux localités de son choix. Celui-ci décide de doter Pabirans de fortifications, ce qui causa probablement la disparition progressive de Saint-André dont il ne reste plus de traces aujourd'hui. Le toponyme de Pabirans est ensuite progressivement abandonné au profit de Sainte-Marie,.
En 1322, Sainte-Marie rejoint la vicomté de Canet, créée à l'initiative de Sanche Ier, roi de Majorque et comte de Roussillon, en faveur de Guillaume IV de Canet.
En 1790, Sainte-Marie devient une commune indépendante.
À partir des années 1960 et surtout dans les années 1970 et 1980, un port de plaisance est aménagé dans l'ancienne embouchure de la Têt.

## Politique et administration

### Canton
En 1793, la commune de Sainte-Marie fait partie du canton de Saint-Laurent-de-la-Salanque. Elle est rattachée en 1801 à celui de Perpignan-Ouest puis en 1973 au canton de Perpignan-7. Elle revient en 1985 au canton de Saint-Laurent-de-la-Salanque puis change encore en 1997 pour le canton de Canet-en-Roussillon.
À compter des élections départementales de 2015, la commune rejoint le canton de Perpignan-2.

### Administration municipale

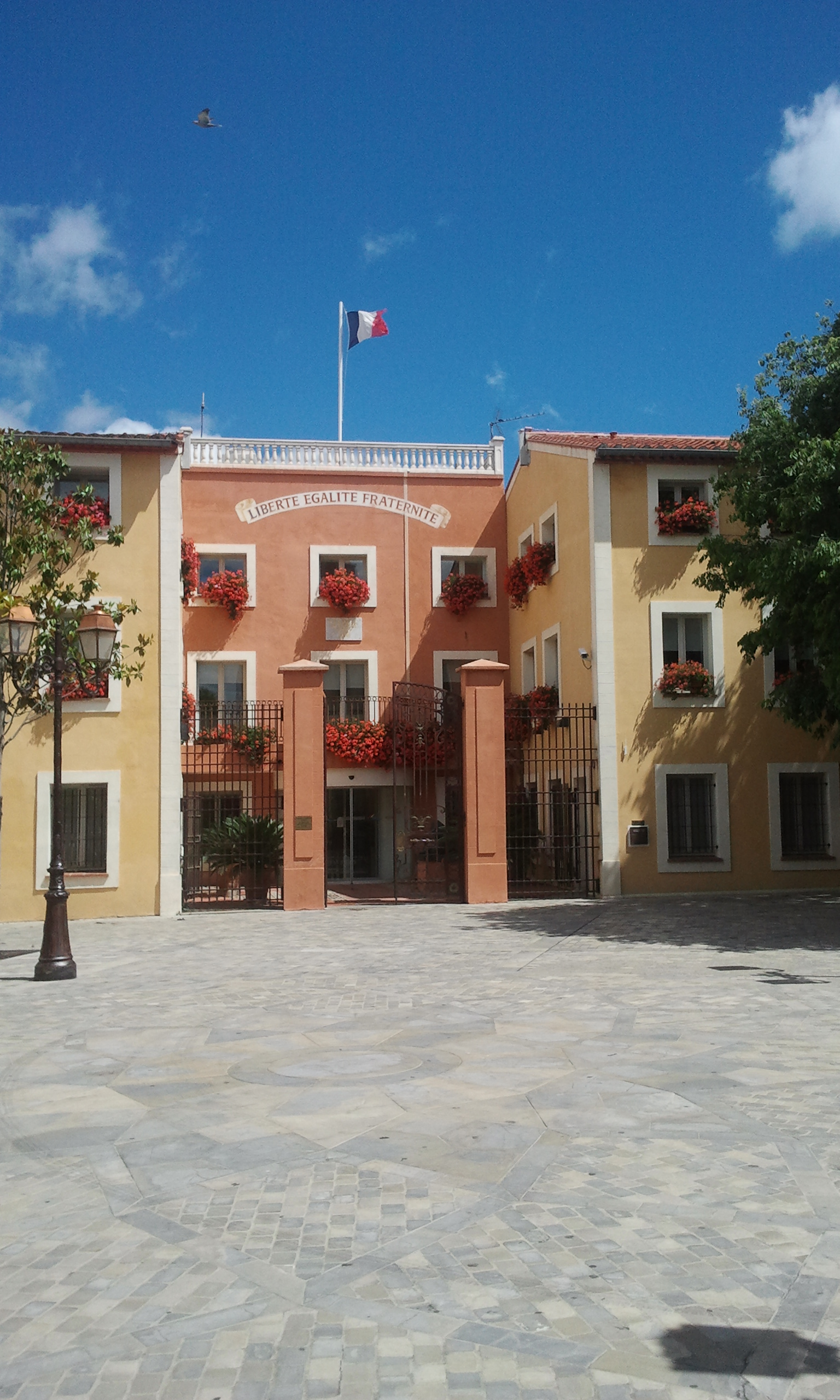
La mairie.

### Liste des maires
| Période         | Période  | Identité            | Étiquette       | Qualité                   |
| --------------- | -------- | ------------------- | --------------- | ------------------------- |
| 7 février 1790  | 1790     | François Ferrie     |                 |                           |
| 1790            | 1791     | Xavier Guichu       |                 |                           |
| 1792            | 1793     | Antoine Roque       |                 |                           |
| 1793            | 1794     | Louis Ferrie        |                 |                           |
| 1794            | 1797     | Jean Cortala        |                 |                           |
| 1797            | 1800     | Barthélémy Lafite   |                 |                           |
| 1800            | 1815     | Pierre Martre       |                 |                           |
| 1815            | 1816     | Joseph Cortale      |                 |                           |
| 1816            | 1831     | Pierre Martre       |                 |                           |
| 1831            | 1836     | Joseph Roque        |                 |                           |
| 1836            | 1840     | François Boluix     |                 |                           |
| 1840            | 1846     | Pierre Martre       |                 |                           |
| 1846            | 1848     | Jenis Pierre Martre |                 |                           |
| 1848            | 1850     | Jean Cortale        |                 |                           |
| 1850            | 1851     | Honoré Vignau       |                 |                           |
| 1851            | 1851     | Julien Maillach     |                 |                           |
| 1851            | 1870     | Gérard d'Oms        |                 |                           |
| 1870            | 1874     | Abdon Danjou        |                 |                           |
| 20 février 1874 | 1896     | Emmanuel Martre     |                 |                           |
| 1896            | 1904     | Joseph Vignau       |                 |                           |
| 1904            | 1905     | Charles Garrigue    |                 |                           |
| 1905            | 1908     | Pierre Ticheyre     |                 |                           |
| 1908            | 1944     | Jules Pagnon        |                 |                           |
| 1944            | 1947     | Henri Bonnes        |                 |                           |
| 1947            | 1953     | Jean Ausseil        |                 |                           |
| 1953            | 1959     | Georges Barrau      |                 |                           |
| 1959            | 1983     | Henri Pagnon        |                 |                           |
| mars 1983       | 2020     | Pierre Roig,        | DVD puis UMP-LR | Ancien conseiller général |
| 2020            | En cours | Edmond Jorda        | DVD             |                           |

## Population et société

### Démographie ancienne
La population est exprimée en nombre de feux (f) ou d'habitants (H).
| 1365 | 1378 | 1470 | 1515 | 1553 | 1643 | 1709 | 1720 | 1730 |
| ---- | ---- | ---- | ---- | ---- | ---- | ---- | ---- | ---- |
| 68 f | 46 f | 38 f | 36 f | 23 f | 12 f | 37 f | 26 f | 22 f |

| 1755 | 1767  | 1774 | 1789 | 1790  | - | - | - | - |
| ---- | ----- | ---- | ---- | ----- | - | - | - | - |
| 27 f | 158 H | 22 f | 50 f | 150 H | - | - | - | - |

### Démographie contemporaine
L'évolution du nombre d'habitants est connue à travers les recensements de la population effectués dans la commune depuis 1793. Pour les communes de moins de 10 000 habitants, une enquête de recensement portant sur toute la population est réalisée tous les cinq ans, les populations de référence des années intermédiaires étant quant à elles estimées par interpolation ou extrapolation. Pour la commune, le premier recensement exhaustif entrant dans le cadre du nouveau dispositif a été réalisé en 2004.

En 2022, la commune comptait 4 749 habitants, en évolution de +0,06 % par rapport à 2016 (Pyrénées-Orientales : +3,92 %, France hors Mayotte : +2,11 %).
| 1793 | 1800 | 1806 | 1821 | 1831 | 1836 | 1841 | 1846 | 1851 |
| ---- | ---- | ---- | ---- | ---- | ---- | ---- | ---- | ---- |
| 230  | 252  | 263  | 358  | 402  | 417  | 440  | 447  | 502  |

| 1856 | 1861 | 1866 | 1872 | 1876 | 1881 | 1886 | 1891 | 1896 |
| ---- | ---- | ---- | ---- | ---- | ---- | ---- | ---- | ---- |
| 494  | 489  | 515  | 510  | 512  | 539  | 589  | 619  | 652  |

| 1901 | 1906 | 1911 | 1921 | 1926 | 1931 | 1936 | 1946 | 1954 |
| ---- | ---- | ---- | ---- | ---- | ---- | ---- | ---- | ---- |
| 669  | 694  | 666  | 744  | 734  | 833  | 724  | 633  | 795  |

| 1962 | 1968 | 1975 | 1982  | 1990  | 1999  | 2004  | 2006  | 2009  |
| ---- | ---- | ---- | ----- | ----- | ----- | ----- | ----- | ----- |
| 876  | 975  | 931  | 1 285 | 2 171 | 3 452 | 3 842 | 3 842 | 4 641 |

| 2014  | 2019  | 2022  | - | - | - | - | - | - |
| ----- | ----- | ----- | - | - | - | - | - | - |
| 4 762 | 4 821 | 4 749 | - | - | - | - | - | - |

### Manifestations culturelles et festivités
- Fêtes patronale et communale : 15 et 24 août[45].

### Santé

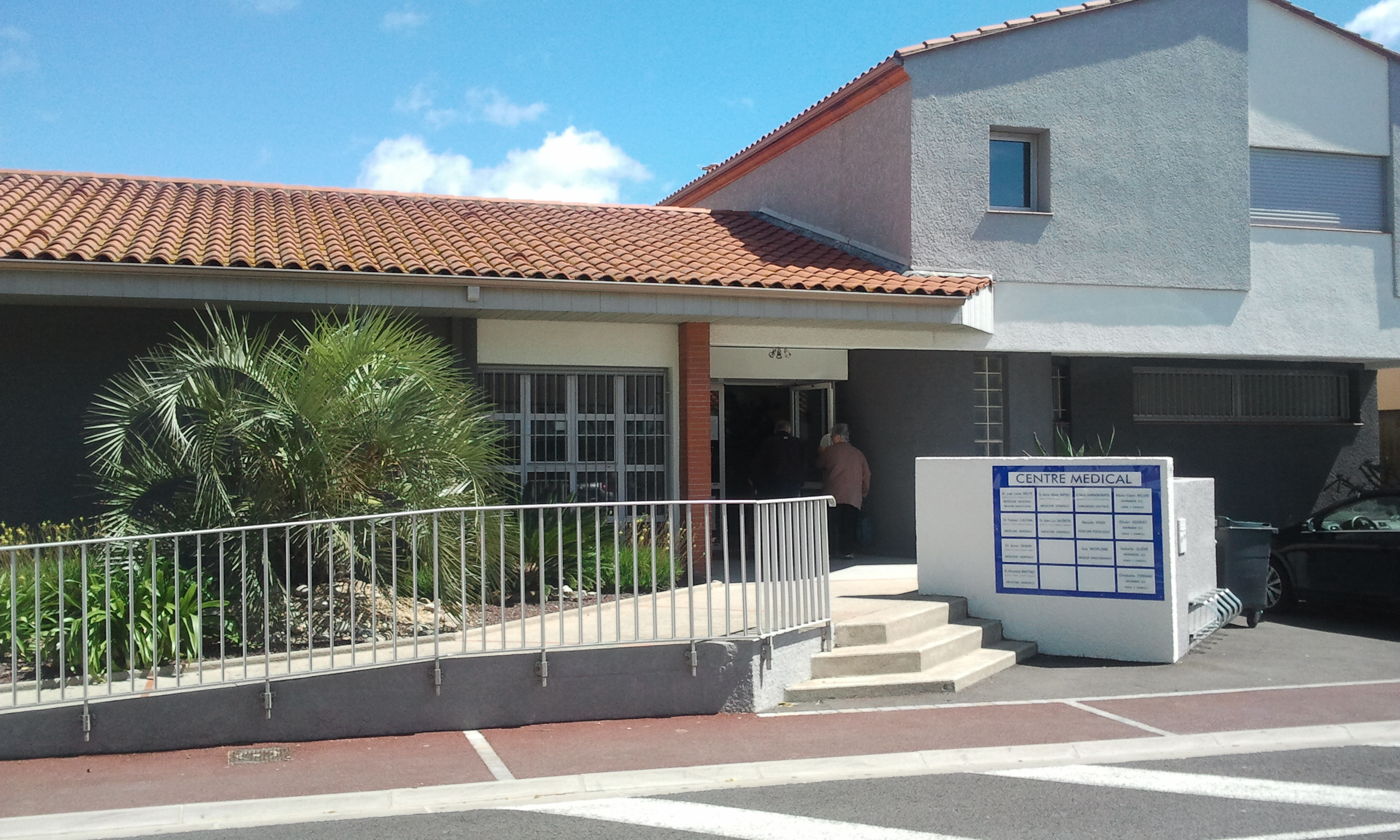
Le centre médical

Un centre médical est présent sur la commune.

## Économie

### Revenus
En 2018, la commune compte 2 439 ménages fiscaux, regroupant 4 975 personnes. La médiane du revenu disponible par unité de consommation est de 19 990 € (19 350 € dans le département). 46 % des ménages fiscaux sont imposés (42,1 % dans le département).

### Emploi
|                | 2008   | 2013   | 2018   |
| -------------- | ------ | ------ | ------ |
| Commune        | 11,8 % | 14,2 % | 14,7 % |
| Département    | 10,3 % | 12,9 % | 13,3 % |
| France entière | 8,3 %  | 10 %   | 10 %   |

En 2018, la population âgée de 15 à 64 ans s'élève à 2 698 personnes, parmi lesquelles on compte 70,3 % d'actifs (55,6 % ayant un emploi et 14,7 % de chômeurs) et 29,7 % d'inactifs,. Depuis 2008, le taux de chômage communal (au sens du recensement) des 15-64 ans est supérieur à celui de la France et du département.
La commune fait partie de la couronne de l'aire d'attraction de Perpignan, du fait qu'au moins 15 % des actifs travaillent dans le pôle,. Elle compte 620 emplois en 2018, contre 620 en 2013 et 557 en 2008. Le nombre d'actifs ayant un emploi résidant dans la commune est de 1 525, soit un indicateur de concentration d'emploi de 40,6 % et un taux d'activité parmi les 15 ans ou plus de 46,2 %.
Sur ces 1 525 actifs de 15 ans ou plus ayant un emploi, 351 travaillent dans la commune, soit 23 % des habitants. Pour se rendre au travail, 86,4 % des habitants utilisent un véhicule personnel ou de fonction à quatre roues, 2,9 % les transports en commun, 6,8 % s'y rendent en deux-roues, à vélo ou à pied et 3,9 % n'ont pas besoin de transport (travail au domicile).

### Revenus de la population et fiscalité
En 2010, le revenu fiscal médian par ménage était de 24 004 €.

## Culture locale et patrimoine

### Monuments et lieux touristiques

#### Église Notre-Dame-de-l'Assomption de Sainte-Marie
L'église Sainte-Marie remonte probablement au haut Moyen Âge. L'édifice actuel ne date cependant, pour ses parties les plus anciennes, que du XIIe siècle ou du début du XIIIe siècle. Le chevet fortifié, de forme pentagonale, est en effet le dernier vestige de l'église romane. Extérieurement comme intérieurement, ses parois sont appareillées en pierre de taille, ce qui montre le grand soin apporté à l'édifice. L’orientation du chevet vers l'intérieur de l'enceinte fortifiée du village laisse penser que l'église jouait le rôle d'ultime refuge en cas d'attaque.
Le reste de l'église romane ne nous est pas parvenu. La nef fut reconstruite au XVIIIe siècle et rallongée au XIXe siècle, avec la construction de la façade actuelle. La nef est couverte par une charpente sur arcs diaphragmes, et remploie des pierres de taille provenant probablement de l'édifice roman.
L'Abside a été classée au titre des monuments historiques en 1983. La nef a été inscrite au titre des monuments historiques en 1983.
Le mobilier comporte plusieurs retables et statues baroques (XVIIIe siècle) et néo-gothiques (XIXe siècle). De plus, l'édifice conservait un fragment sculpté attribué à un linteau et portant des traces d'une inscription aujourd'hui indéchiffrable. La datation souvent avancée pour cette sculpture (époque pré-romane) n'est pas vérifiable. Cette pièce semble ne plus être entreposée dans l'église.
- Ancienne Église Saint-André de Bigaranes.
- Dans le village, on verra les vestiges de l'ancienne enceinte de forme quadrangulaire qui protégeait le village. Il ne reste que la courtine ouest, flanquée par l'abside de l'église et par une porte en plein cintre, surmontée d'une tour de l'horloge en briques. L'ensemble a été fortement remanié. Il subsiste également la tour d'angle nord-ouest, récemment restaurée.
- Fresque de portraits de rugbymen célèbres (300 m de long) à Sainte-Marie Plage, réalisée par le peintre Leslie Dykes en 1993.

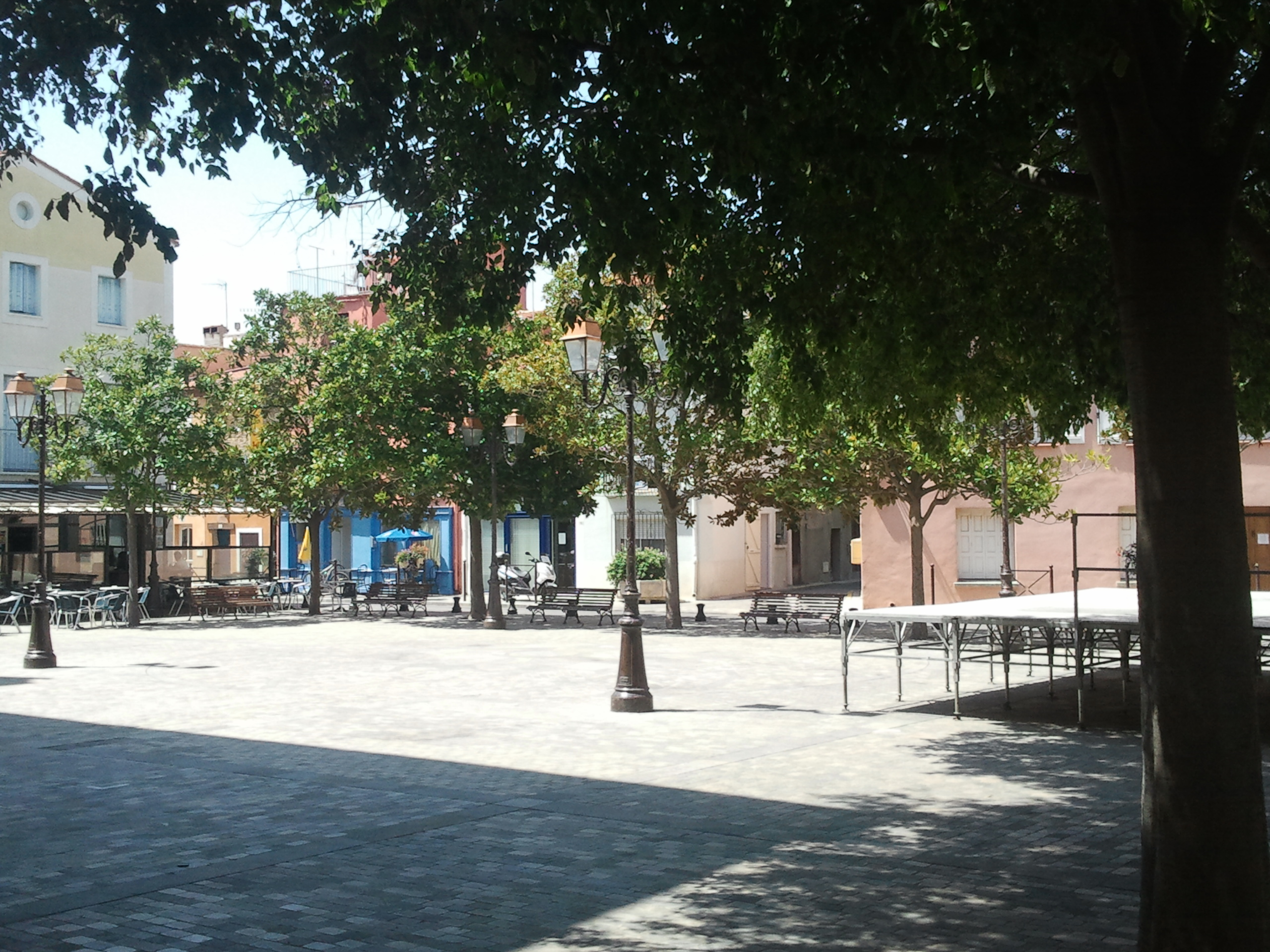
La place du village
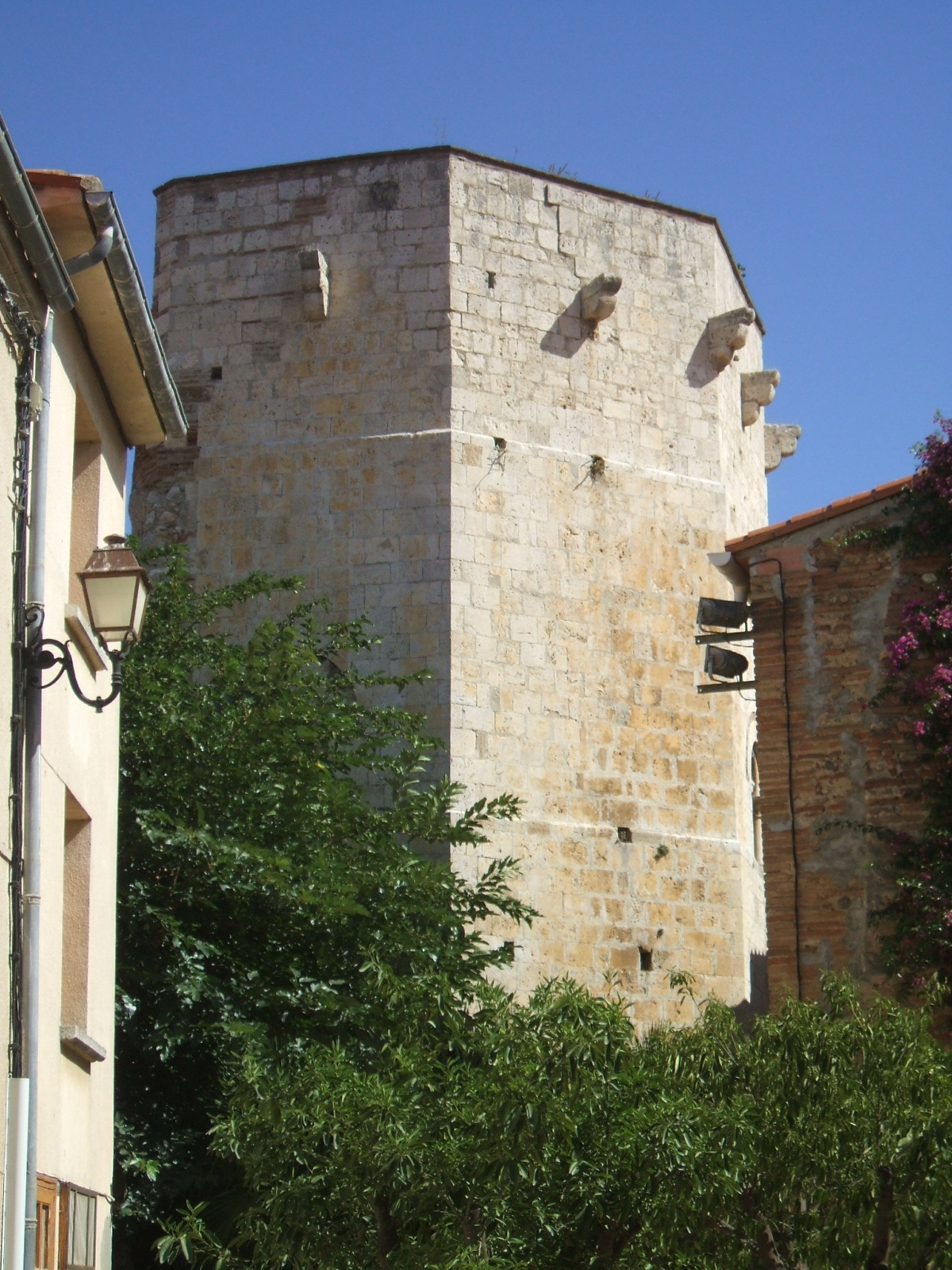
L'abside romane vue du sud.
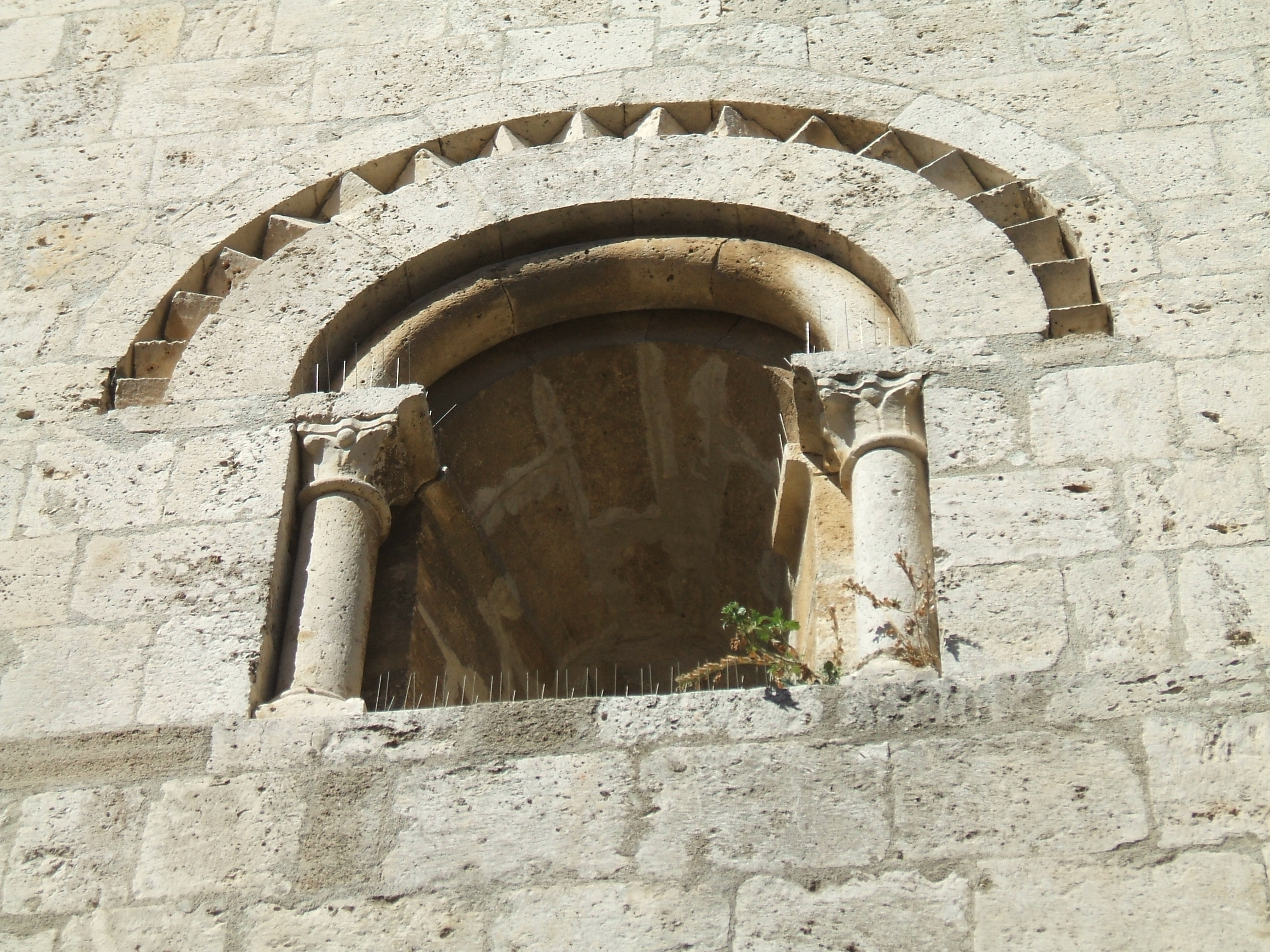
Fenêtre de l'abside romane.
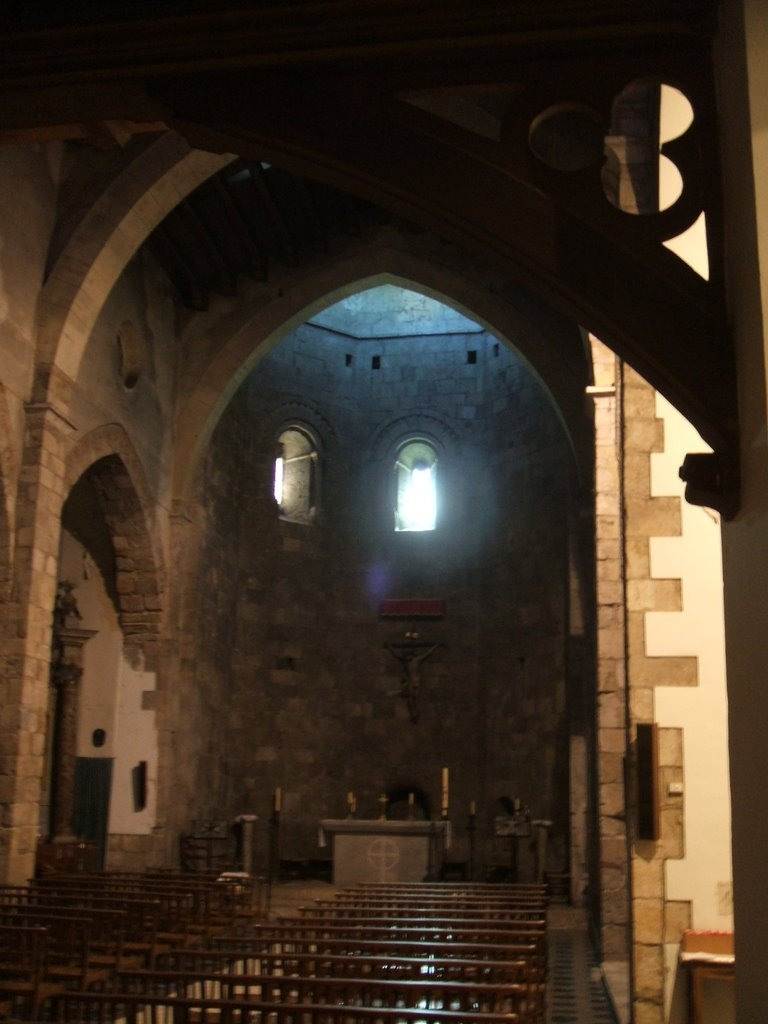
Intérieur de l'église.
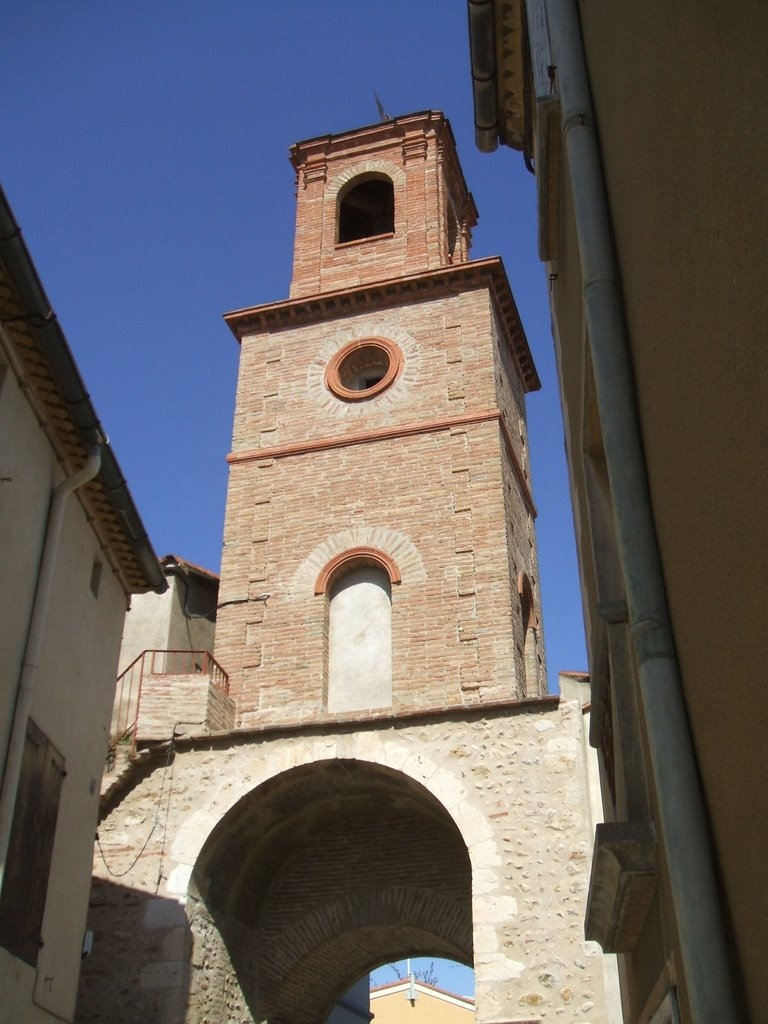
La Tour de l'Horloge.
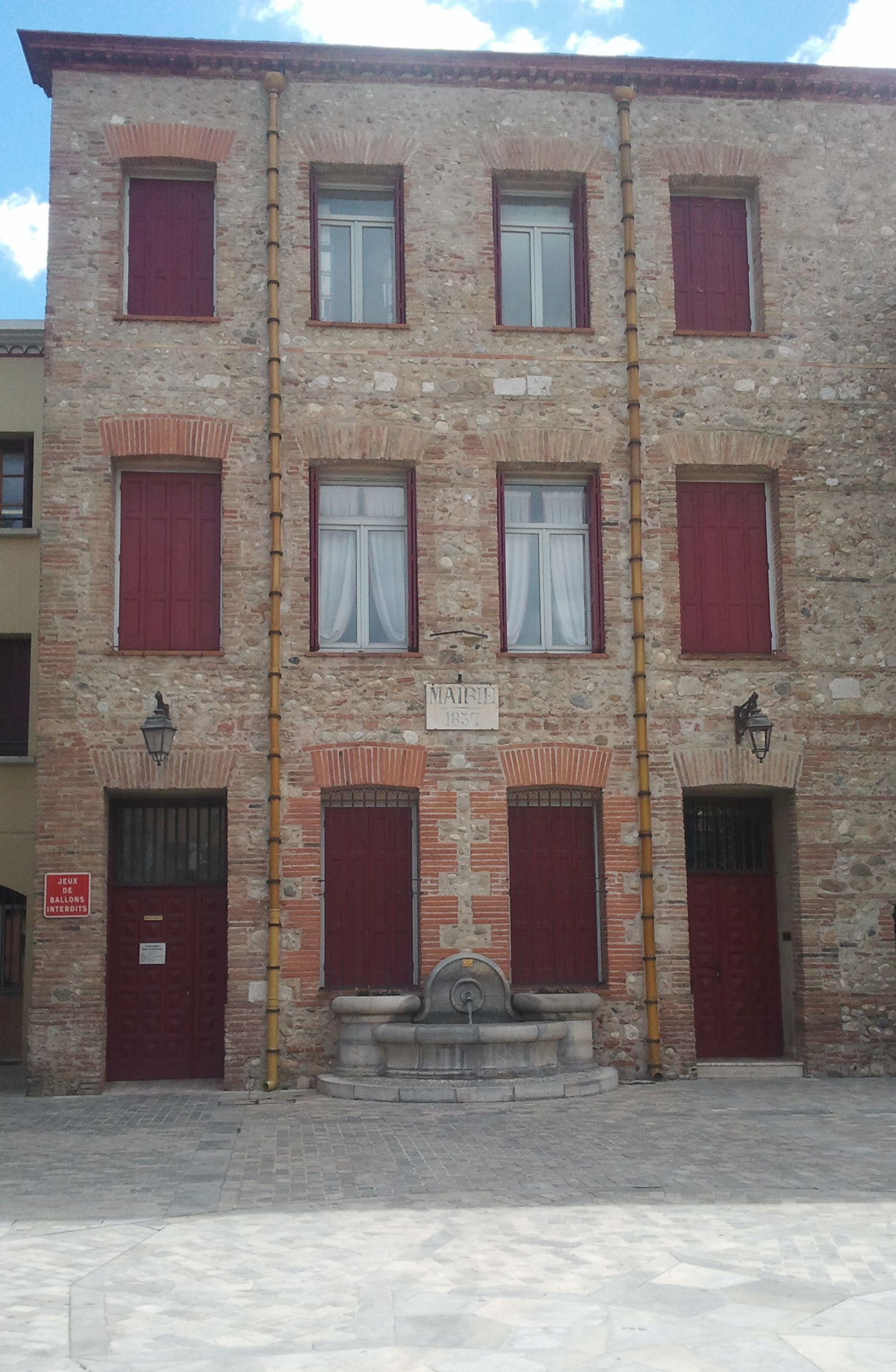
La bibliothèque municipale
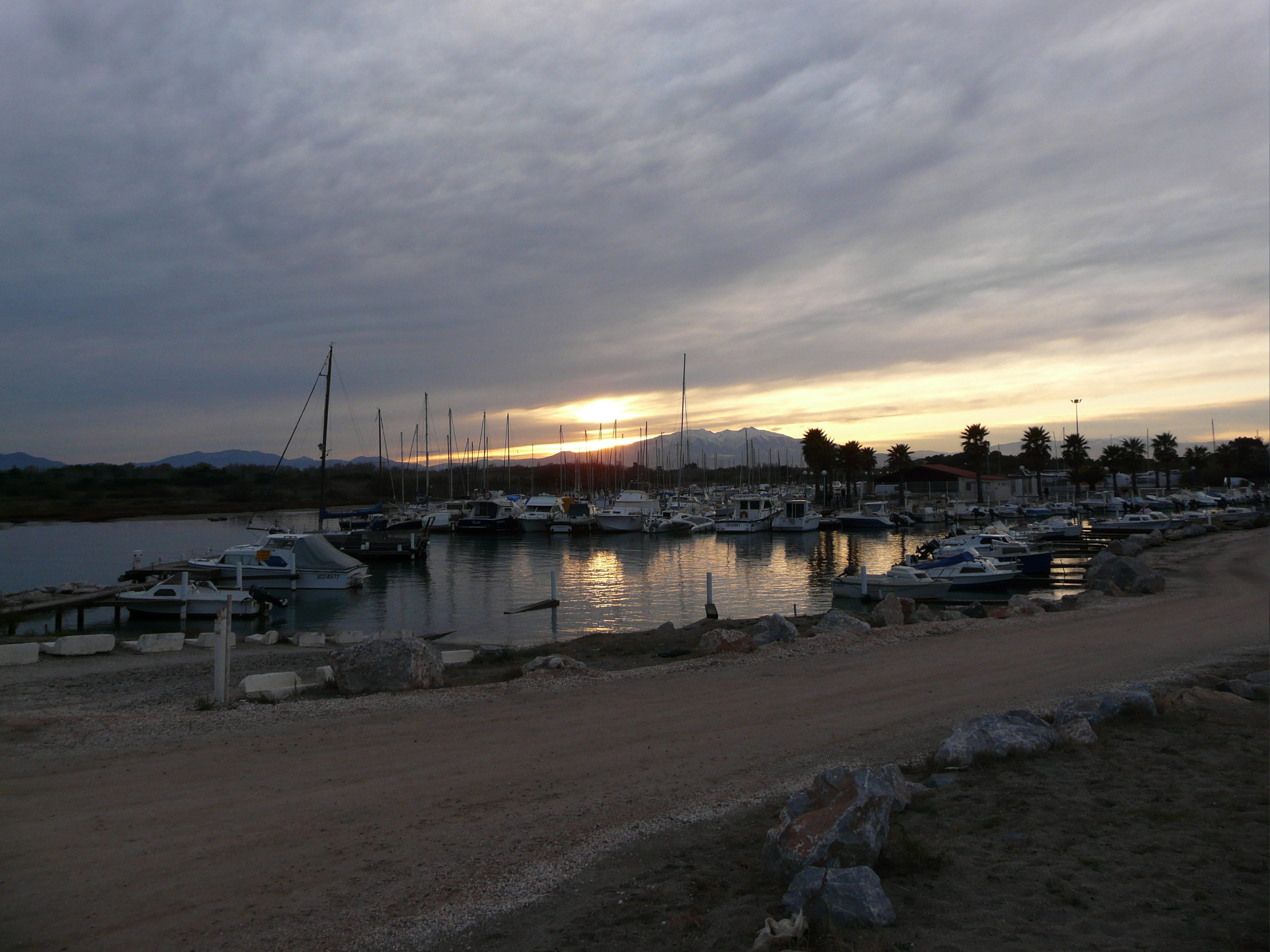
Le port de Sainte-Marie-la-Mer

### Équipements culturels
La commune possède une bibliothèque municipale, située sur la place de la mairie.

### Personnalités liées à la commune
- Louis Carrère (1914-1979) : joueur de rugby né à Sainte-Marie
- Jacqueline Cartier (1922-2017) : actrice, écrivaine et journaliste, morte à Sainte-Marie